# Liden sol
 For alternative betydninger, se Liden sol (album).
Liden sol er en dansk sang fra 1953 med tekst af Frank Jæger og melodi af Tony Vejslev, oprindeligt skrevet som digt af førstnævnte.
"Liden sol" indgik samme år i Jæger & Vejslevs sangbog 19 Jægerviser (1953), der også indeholdt sange som "Bedstefar, tag dine tænder på", "O at være en høne" og "Kirsten og vejen fra Gurre".

## Om sangen
Som lyriker var Frank Jæger kendt for at bruge årstidernes skiften i sine digte, og ikke mindst at bruge naturen som spejl på sjælelige billeder. I "Liden sol" skildres digterens træthed over senvinteren, og at man må affinde sig med den livslammende tilstand. Længslen går dog mod april, hvor der måske anes et håb om liv og forandring.

## Eftertiden
Adskillige danske sangere og musikere har indspillet deres egne udgaver af sangen "Liden sol", blandt andre Kim Larsen og Erik Grip.

## Eksternt link
- "Liden sol" fremført af Kim Larsen & Kjukken, youtube.com